# Google Knowledge Graph

Knowledge Graph sobre Thomas Jefferson

Google Knowledge Graph, conhecido também como Knowledge Graph (Grafo de Conhecimento (em português)) é uma base de conhecimento do sistema de pesquisa da empresa Google que está a ser testado na versão estadunidense do sítio de busca da empresa, visando melhorar os resultados da sua ferramenta de busca com informações de pesquisa semântica.
A novidade foi adicionada ao motor de busca do Google em 2012. Ele fornece informações estruturadas e detalhadas sobre o tema, além de uma lista de links para outros sítios. O objetivo é fornecer aos usuários as informações necessárias para responder às suas dúvidas consultadas sem precisarem navegar para outros sites.
Segundo o Google, esta informação é proveniente de várias fontes, incluindo Freebase, a Wikipédia e a CIA World Factbook, bem como das próprias fontes internas do Google.
O recurso é semelhante na intenção de outros motores de busca inteligentes, como Ask Jeeves e Wolfram Alpha. Desde 2012, sua rede semântica (contendo cerca de 3,5 bilhões atributos) são usados para compreender o significado das palavras-chave usadas na pesquisa. O intuito da empresa é interpretar as palavras-chave da pesquisa não como uma sequência de caracteres arbitrários, mas vinculá-las a objetos, pessoas e lugares do mundo real.